# آر.ای.ژ.تی. سمنس
آر. ای.ژ.تی. سمنس (فرانسوی: R.A.G.T. Semences‎) یک تیم دوچرخه‌سواری در کشور فرانسه بود.
این باشگاه در سال ۲۰۰۰ تأسیس و در سال ۲۰۰۵ منحل شده‌است.